# Pam Fletcher
Pam Ann Fletcher, ameriška alpska smučarka, * 30. januar 1953, Acton, Massachusetts, ZDA.
Uro pred predvidenim nastopom v smuku na Olimpijskih igrah 1988 je trčila z delavcem na progi in morala zaradi poškodbe izpustit nastop. Nastopila je na dveh svetovnih prvenstvih. V svetovnem pokalu je tekmovala sedem sezon med letoma 1983 in 1989 ter dosegla eno zmago in še dve uvrstitvi na stopničke. V skupnem seštevku svetovnega pokala je bila najvišje na 23. mestu leta 1986, ko je bila tudi osma v smukaškem seštevku.